# Maurice Stuckey
Maurice Gilbert Stuckey (* 30. Mai 1990 in Augsburg) ist ein deutscher Basketballspieler. Er spielt bei den Crailsheim Merlins.

## Karriere
Der Sohn einer deutschen Mutter mit französischen Wurzeln und eines ab 1984 in Deutschland stationierten US-Soldaten spielte erst Fußball. Über seinen Vater kam er als Jugendlicher zum Basketball und betrieb die Sportart zunächst beim TSV Diedorf, dann beim TV Augsburg und anschließend bei der BG Leitershofen/Stadtbergen. In Augsburg begann Stuckey eine Ausbildung zum Bankkaufmann, die er später abbrach. Im Jahr 2006 wurde er von Michael Jordan in dessen „Jordan Classics Camp“ als „talentiertester deutscher Nachwuchsspieler“ und als wertvollster Spieler (MVP) des Camps ausgezeichnet. In seiner letzten Saison bei der BG Leitershofen/Stadtbergen gewann er mit der Mannschaft in der Saison 2006/07 den Meistertitel in der 2. Regionalliga, Stuckey gehörte trotz jungen Alters zu den Leistungsträgern.
Er spielte anschließend zwei Jahre lang in der ProB für Erdgas Ehingen/Urspringschule, wo er in seiner letzten Saison durchschnittlich 8,4 Punkte pro Spiel erzielte. Zeitgleich ging Stuckey außerdem für das Team Alba Urspring in der NBBL auf Korbjagd. Zu Beginn der Saison 2009/10 unterschrieb Stuckey dann einen Drei-Jahres-Vertrag bei den Brose Baskets Bamberg, wodurch er mit einer Doppellizenz ausgestattet wurde und somit sowohl in der Basketball-Bundesliga als auch in der ProB spielberechtigt war. Seinen ersten Einsatz in der Bundesliga feierte Stuckey am 8. November 2009 in der Partie der Bamberg gegen Alba Berlin. Zu seinen ersten Punkten in Deutschlands stärkster Basketballliga kam Stuckey zehn Tage später gegen Ratiopharm Ulm. Ein Handbruch warf ihn zurück. Am 2. Spieltag der Saison 2010/11, bei der Partie zwischen Bamberg und Bremerhaven, kam er zu seinem ersten längeren Einsatz in der Bundesliga. Er spielte insgesamt 23 Minuten und erzielte zwölf Punkte. Im September 2011 erlitt er einen Ermüdungsbruch im Fuß.
Nachdem sich Stuckey im März 2012 erneut den Fuß gebrochen hatte und auch deshalb nicht wie erhofft weitere Spielzeit sammeln konnte, wurde er 2012 von den Bambergern an die s.Oliver Baskets aus Würzburg verliehen. Dort gelang ihm unter Trainer Stefan Koch, der im November 2013 nach Würzburg kam, der Bundesliga-Durchbruch. Stuckey wurde nach der Ausleihe im darauf folgenden Jahr fest von den Würzburgern verpflichtet. 
Zur Saison 2014/15 wechselte Stuckey zu den EWE Baskets Oldenburg und unterschrieb dort einen Zwei-Jahres-Vertrag, kehrte jedoch 2015 zu den s.Oliver Baskets nach Würzburg zurück. Im Mai 2018 wurde Stuckey von Brose Bamberg unter Vertrag genommen, kehrte also abermals an eine frühere Wirkungsstätte zurück. Im Spieljahr 2019/20 stand er für Bamberg in der Bundesliga nur noch durchschnittlich knapp sieben Minuten je Begegnung auf dem Spielfeld und wechselte Anfang Dezember 2019 innerhalb der Liga zu den Crailsheim Merlins. 2024 stieg Stuckey mit Crailsheim aus der höchsten deutschen Spielklasse ab.

## Nationalmannschaft
Sein erstes großes Turnier als deutscher Jugendnationalspieler spielte der gebürtige Augsburger im August 2007 bei der U18-Europameisterschaft, wo er als Stammspieler alle acht Partien der deutschen Nationalmannschaft im Turnier absolvierte und insgesamt 57 Körbe erzielte. Die deutsche Auswahl schied allerdings in der Zwischenrunde aus.
Danach schaffte er auch den Sprung in die deutsche U20-Auswahl, mit der er vom 16. bis 26. Juli 2009 bei der EM in Griechenland teilnahm und im Schnitt 5,8 Punkte und 2,8 Rebounds pro Spiel erreichte. Stuckey wurde im Sommer 2015 im Vorfeld der Europameisterschaft zu einem Lehrgang der Herrennationalmannschaft eingeladen, nach diesem aber wieder aus dem Aufgebot gestrichen, ohne ein Länderspiel bestritten zu haben.

## Weblink
- Maurice Stuckey - Spielerprofil auf der Website der Basketball-Bundesliga